# Launceston (Tasmanië)
Launceston is een stad in het noorden van Tasmanië, Australië. De stad heeft ruim 103.000 inwoners en ligt op een punt waar diverse rivieren samenvloeien. Launceston is na Hobart de grootste stad van Tasmanië. Daarnaast is het, na Sydney en Hobart, ook de oudste stad van het land. De stad is, zoals veel plaatsen in Australië, vernoemd naar een plaats in het Verenigd Koninkrijk, in dit geval een plaats in Cornwall.

## Stedenband
- Ikeda, Japan (1965)
- Seremban, Maleisië (1976)
- Napa, Verenigde Staten (1988)
- Taiyuan, China (1995)

## Geboren
- Alfred Grenda (15 september 1889), wielrenner
- Peter Sculthorpe (29 april 1929), componist en muziekpedagoog
- Danny Clark (30 augustus 1951), wielrenner
- Simon Baker (30 juli 1969), film- en televisieacteur
- Marcos Ambrose (1 september 1976), autocoureur
- Sean Sullivan (8 augustus 1978), wielrenner
- Rachael Taylor (11 juli 1984), televisie- en filmactrice
- Richie Porte (30 januari 1985), wielrenner
- Matthew Goss (5 november 1986), wielrenner
- Georgia Baker (21 september 1994), wielrenster
- Ariarne Titmus (7 september 2000), zwemster